# Весляна (приток Выми)
Ве́сляна (устар. Висляна, Весленга, Весл-Вы) — река в Республике Коми, левый приток реки Вымь (бассейн Северной Двины).
Длина реки составляет 138 км, площадь водосборного бассейна — 4620 км².
Весляна образуется слиянием рек Иоссер и Ропча, впадает в Вымь в 154 км от устья у деревни Весляна Княжпогостского района.

## Притоки
(указано расстояние от устья)
- 5 км: Анъёль (пр)
- 30 км: Глазъю (лв)
- 31 км: Пурысью (пр)
- 80 км: река без названия (лв)
- 81 км: река без названия (лв)
- 98 км: река без названия (пр)
- 110 км: Чёрная (лв)
- 138 км: Иоссер (лв)
- 138 км: Ропча (пр)